# Гатаја
Гатаја (рум. Gătaia) град је и локална самоуправа, која припада жупанији Тимиш у Републици Румунији. Град Гатаја обухвата и насељена места Бутин, Перкосова, Скулија, Велики Шемљуг и Мали Шемљуг

## Положај насеља
Град Гатаја се налази у источном, румунском Банату. Насеље се налази у средишњем делу Баната, 55 km јужно до Темишвара, а близу Србије (20 km). Насељски атар је равничарског карактера, на око 120 m надморске висине.

## Прошлост
Аустријски царски ревизор Ерлер је 1774. године констатовао да место припада Жамском округу, Вршачког дистрикта. Становништво је било претежно влашко.

## Становништво
По последњем попису из 2002. општина Гатаја је имала 8.103 становника., од чега Румуни чине око 78,0%, Мађари 11,9%, Срби 1,4% и Немци 1,4%. Последњих деценија број становништва стагнира.

## Галерија
- Положај града Гатаја на територији жупаније Тимиш